# Raoulia
Raoulia  es un género de plantas con flores perteneciente a la familia de las asteráceas. Comprende 34 especies descritas y de estas, solo 26  aceptadas.

## Taxonomía
El género fue descrito por Hook.f. ex Raoul  y publicado en Choix de plantes de la Nouvelle-Zelande 20. 1846. La especie tipo es: Raoulia australis Hook.f. ex Raoul		

## Especies

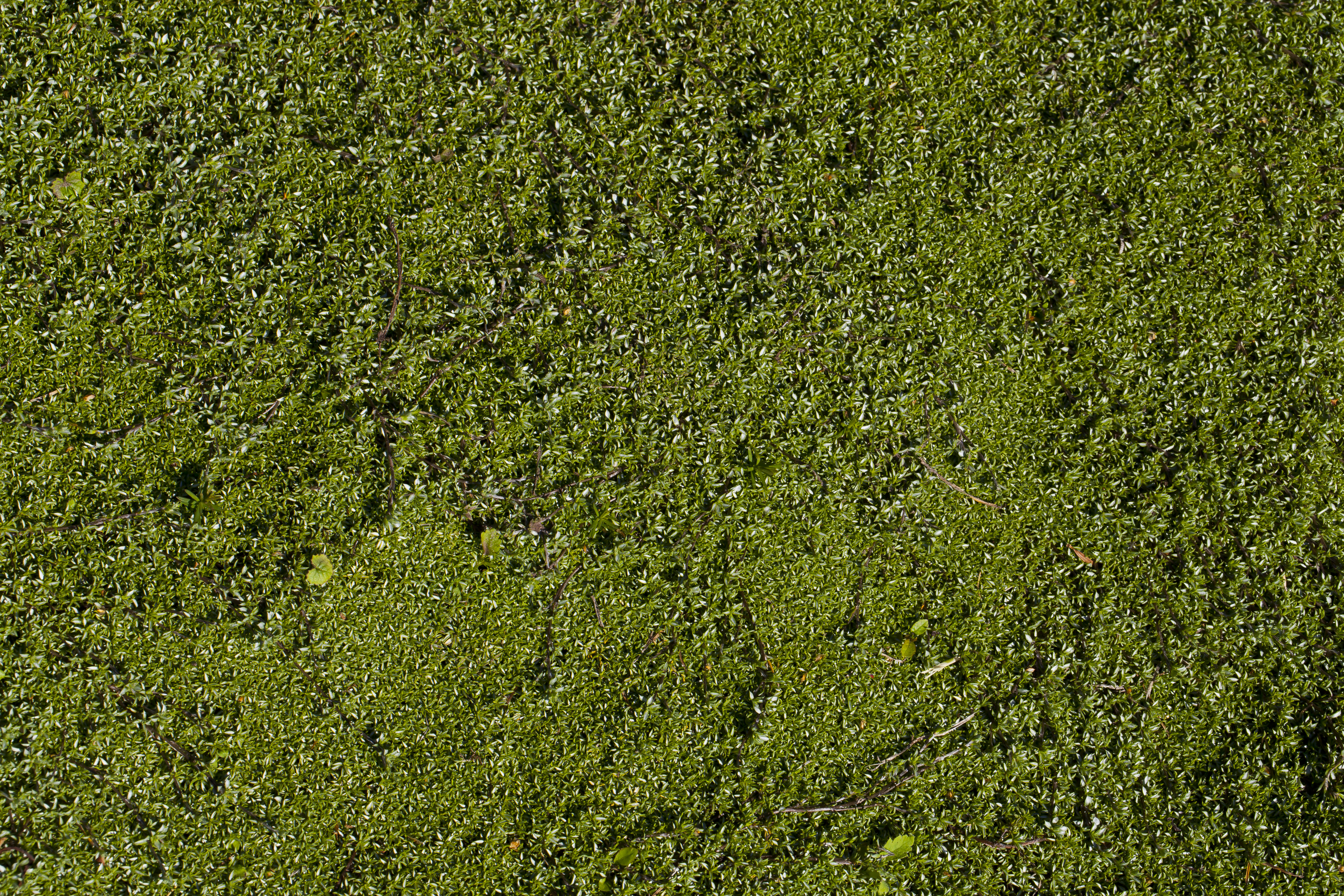
Raoulia tenuicaulis.

A continuación se brinda un listado de las especies del género Raoulia aceptadas hasta julio de 2012, ordenadas alfabéticamente. Para cada una se indica el nombre binomial seguido del autor, abreviado según las convenciones y usos.
- Raoulia albosericea Colenso
- Raoulia apicinigra Kirk
- Raoulia australis Hook.f. ex Raoul
- Raoulia beauverdii Cockayne
- Raoulia bryoides Hook.f.
- Raoulia buchananii Kirk
- Raoulia catipes (DC.) Hook.f.
- Raoulia chiliastra Mattf.
- Raoulia cinerea Petrie
- Raoulia eximia Hook.f.
- Raoulia glabra Hook.f.
- Raoulia goyenii Kirk
- Raoulia grandiflora Hook.f.
- Raoulia haastii Hook.f.
- Raoulia hectorii Hook.f.
- Raoulia hookeri Allan
- Raoulia mammillaris Hook.f.
- Raoulia monroi Hook.f.
- Raoulia parkii Buchanan
- Raoulia petriensis Kirk
- Raoulia planchonii (Hook.f.) Hook.f. ex Benth.
- Raoulia rubra Buchanan
- Raoulia subsericea Hook.f.
- Raoulia subulata Hook.f.
- Raoulia tenuicaulis Hook.f.
- Raoulia youngii (Hook.f.) Beauverd